# Ratio decidendi
Ratio decidendi (лат. підстава для вирішення) — це та частина рішення суду, в якій містяться норми права, на основі яких було вирішено дану справу, виступає по суті нормою прецедентного права.

## Загальна характеристика
Судовий прецедент та прецедентна норма права співвідносяться як форма та зміст. На основі цього, можна сформулювати наступні визначення цих явищ.
Судовий прецедент — це акт правотворчості у вигляді закріпленого у судовому звіті рішення (вироку) одного з вищих судів по конкретній справі, правовий принцип вирішення (ratio decidendi) якої являє собою норму права, при цьому юридична сила прецеденту залежить від ієрархічного становища як суду, що його створив, так і суду, що розглядає схожу справу. Він виступає первинним і обов'язковим джерелом права в англосаксонській правової сім'ї.
Прецедентна норма права — це загальнообов'язкове правило поведінки, що створюється суддею при формулюванні основного принципу обґрунтування ухваленого ним рішення (вироку) по конкретній справі і поширюється на судовий розгляд схожих справ.
Виникнення прецедентної норми, як побічного результату відправлення правосуддя, обумовлює її наступні особливості:
- нечіткий текстуальний вираз диспозиції;
- конкретизованість гіпотези (у вигляді розгорнутого викладення обставин і фактів справи та аналізу їх суддею);
- ретроспективну дію всієї норми;
- імперативний характер її обов'язковості.

K. Едді стверджує, що ratio decidendi — це суть правової позиції судді, яка була висловлена у зв'язку з розглядом конкретної справи і лягла в основу рішення суду в цій справі.
Згідно з думками А.Романова, ratio decidendi — це та частина рішення суду, в якій містяться норми права, на основі яких вона була вирішена. Воно не є процесуальним документом, тому його не можна порівнювати з судовим рішенням або вироком. У цій частині виявляються ті принципи права, які є основою для ухвалення рішення у даній справі. Це може бути норма права чи інша правова основа, схиляючись на які суду необхідно ухвалити рішення. Згодом вони будуть обов'язковими для всіх наступних рішень суддів, при розгляді схожих справ.
Професор Луелмен запропонував визначати ratio decidendi як правову основу рішення, яка відповідала власній версії суду, і ratio decidendi, як істинну правову основу; тобто таку, якою вона згодом буде представлена в уявленні іншого суду.
Найбільшого поширення отримало визначення професора Р. Кросса, який розглядає ratio decidendi прецеденту як норму права, яка прямо або побічно пояснюється суддею, як необхідний крок в досягненні свого рішення або як обов'язкова частина його вказівки присяжним.
Для підтвердження даного визначення він наводить формулювання, які були дані суддями у процесі їх діяльності, про те, що ratio decidendi це:
- «норма, яка передбачається на обговоренні і яка діє з метою обґрунтування судового рішення»;
- «доказ, який використовується суддею для обґрунтування свого рішення»;
- «мотив, які інтерпретовані належним чином, які створюють вперше або дотримуються уже існуючої судової норми».

## Методи пошуку ratio decidendi
Ratio decidendi є нормативним елементом судового рішення, тобто його головною частиною, яка підлягає застосуванню при вирішенні схожої справи. Інша частина — obiter dictum не має такого обов'язкового значення. Це лише додаткові доводи, аргументи, що необхідні для обґрунтування правильності рішення, та мають швидше переконливу силу.
Особливість побудови англійського судового рішення не дозволяє однозначно розмежувати ці два структурні елементи. Тому постає проблема такого розмежування. Головне завдання англійського судді при ухваленні рішення про застосування прецеденту полягає в тому, щоб правильно віднайти у його тексті ratio decidendi.
Пошук ratio decidendi — важке завдання. Адже ratio не формулюється суддями у прямій формі. Вірогідніше, що воно може міститися у прихованому вигляді.
Дотримуватися прецеденту означає виділяти ratio decidendi прецеденту, яке є нормою, і після цього застосовувати цю нову норму до фактів невирішеної справи.
Для вирішення проблеми виділення ratio decidendi судді керуються наступними двома положеннями:
- прецедент необхідно аналізувати з врахуванням доведених фактів справи, у зв'язку з якими він був прийнятий;
- кожен прецедент має бути проаналізований у світлі інших прецедентів по схожим справам.

Розуміння ratio decidendi як правового принципу, за допомогою якого була вирішена справа, є дуже широким і неконкретизованим критерієм для його виділення у тексті рішення. Тому така невизначеність з предметом пошуку обумовлює те, що ratio decidendi виокремлюється суддею не за певною схемою чи алгоритмом, а за допомогою використання різноманітних логічних та інтуїтивних засобів, які складають собою основу своєрідного стилю юридичного мислення, який притаманний прецедентному праву.
Інтуїтивність у процесі застосування прецедентної норми проявляє себе у тому, що англійський суддя має «побачити норму очима свого попередника». Тому проблема розкриття суддею змісту ratio decidendi носить психологічний характер, адже буквальна інтерпретація тексту рішення не може мати у даному випадку провідного значення, судді часто наважуються на дії, що містять «мистецький елемент».
Найпоширенішими методами пошуку ratio decidendi : метод Уембо та метод Гудгарта.
Відповідно до концепції Уембо, необхідно використовувати відомий метод інверсії для визначення того, що є ratio. Він стверджував, що ratio decidendi — це загальне правило, без якого будь-яка справа була б вирішена інакше. Суть даного методу в тому, що спочатку суддя повинен ретельно сформулювати можливе правоположення, а потім замінити це положення його реверсивним значенням (протилежним). Потім намагатися зрозуміти, чи міг суд, прийнявши це нове положення, винести таке ж рішення. Якщо відповідь буде позитивна, то тоді, як би не було гарним першопочаткове правоположення, справа не буде прецедентом, а при негативній відповіді — буде. Коли прецедент відноситься лише до одного питання права, ratio decidendi повинно бути загальною нормою, без якої справа вирішувалась би інакше.
Отже, за названим методом ratio decidendi є тим правоположенням, яке, на думку судді, є необхідним елементом для ухваленого ним рішення. Проте на практиці визначити, яке ж правоположення суд вважав необхідним для свого рішення, дуже важко. У цьому й полягає негативний момент даного методу. Цінність цього підходу полягає у тому, що він дає надійний спосіб зрозуміти, яке положення не є ratio.
Опираючись на метод Гудгарта ratio decidendi визначається шляхом оцінки фактів, які уявляються суттєвими для судді. Суд вважає себе зв'язаним попереднім рішенням і постановляє схожу ухвалу, якщо у справі, що розглядається, не з'являється новий факт, вплив якого на нове рішення він вважає суттєвим. Суд також не вважає себе зв'язаним попереднім рішенням, якщо в новій справі відсутні деякі суттєві факти, що були представлені в попередній справі.
Такий метод визначення ratio decidendi шляхом звернення особливої уваги на факти, має більшу цінність ніж метод Уембо, адже він менш вузький і тому, більш пристосований до того, щоб сформувати правоположення, яке суддя вважає необхідною основою свого рішення.
Ratio decidendi — це правило в межах фактів. У процесі його пошуку суддя має розмежувати істотні факти справи та неістотні.